# Aleksander Korecki

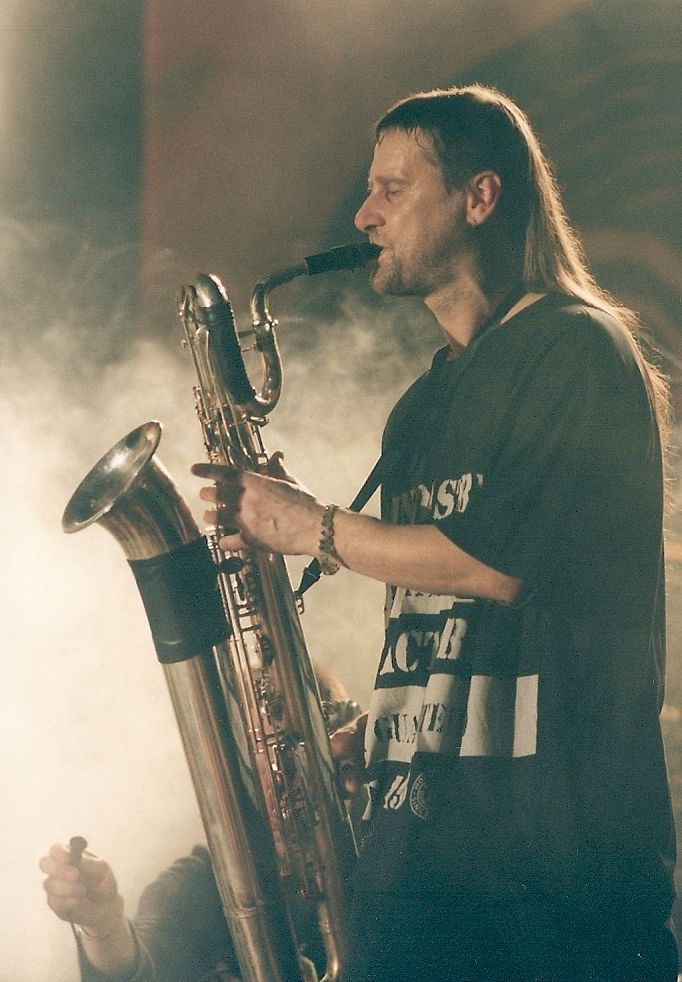
Aleksander Korecki

Aleksander Korecki (Alek Korecki; * 19. Juli 1955) ist ein polnischer Jazz- und Rocksaxophonist, Bassklarinettist, Multiinstrumentalist, Komponist und Textdichter.

## Leben und Swirken
Korecki absolvierte 1979 die Flötenklasse an der Musikakademie Breslau. In den 1980er Jahren spielte er in Jazzgruppen wie Sesja 80 Acoustic Action, Free Cooperation, Young Power, Pick Up Formation und Tie Break und schloss sich in der unabhängigen polnischen Rockbewegung Gruppen wie Tilt, Brygada Kryzys und Izrael an. Als Komponist und Musiker wirkte er 1981 an Piotr Dumałas Animationsfilm Lykantropia mit. Seit Anfang der 1990er Jahre arbeitet er mit der Gruppe Elektryczne Gitary zusammen, deren festes Mitglied er seit 1995 ist. Mit seinem Freund Marek Wójcicki tritt er als Interpret von alternativem Jazz auf.
Seit 2005 arbeitet er wieder mit der Brygada Kryzys zusammen, mit der er bei Konzerten auftritt. Seit 2008 ist er Mitglied der Gruppe Kryzys von Robert Brylewski und Maciej Góralski. Weitere musikalische Partner sind u. a. Martyna Jakubowicz, die Gruppen Dżem, Daab und Kobranocka, die Ireneusz Dudek Big Band, Jorgos Skolias, Roman Wojciechowski, die Twinkle Brothers, Jacek Kleyff und das Orkiestr Na Zdrowie, Krzysztof Ścierański, Tomasz Szukalski, Leszek Możdżer, Sławomir Kulpowicz, Bronisław Duży, Jan Wróblewski, Janusz Iwański, Leszek Biolik, das Tymański Yass Ensemble, Stanisław Sojka und Muniek Staszczyk.

## Diskographie
- 1985: Pick Up Formation – Zakaz fotografowania
- 1987: Young Power – Young Power
- 1988: Young Power – Nam Myo Ho Renge Kyo
- 1989: Young Power – Man of Tra
- 1989: Pick Up Formation – To nie jest jazz
- 1991: DDD – Dużo Dobrych Dźwięków
- 1992: Elektryczne Gitary – Wielka Radość
- 1992: Brygada Kryzys – Cosmopolis
- 1994: Wilki Acousticus Rockus
- 1995: Elektryczne Gitary – Chałtury
- 1997: Stół Pański – Gadające drzewo
- 1998: Aleksander Korecki Korekcja
- 2006: Neuma – Weather
- 2007: Graal Live in Bohema Jazz Club
- 2010: Aleksander Korecki Świat Ashkwili
- 2010: Aleksander Korecki – Jazz Forum
- 2010: Aleksander Korecki – KPPG
- 2010: Kryzys – Kryzys komunizmu